# Jardín Botánico de Duisburgo-Hamborn
El Jardín Botánico de Duisburgo-Hamborn en alemán : Botanischer Garten Duisburg-Hamborn, también conocido como Botanischer Garten Duisburg  o el Botanischer Garten Hamborn, es un jardín botánico y acuario de administración y propiedad del municipio de Duisburgo, Alemania.

## Localización
Botanischer Garten Duisburg-Hamborn, Fürst-Pückler-Straße 18, Duisburgo 48149, Nordrhein-Westfalen, Deutschland-Alemania.51°29′12.84″N 6°45′59.4″E / 51.4869000, 6.766500
Está abierto a diario, no debe confundirse con el Jardín Botánico Kaiserberg, otro jardín botánico en Duisburgo.

## Historia
Según el diario local WAZ que en marzo de 2010 había estado en una serie de instalaciones de la comunidad todas ellas con baños públicos, estos serían cerrados posteriormente, puesto que no serían financiados según el art. 81 en el derecho de la propiedad alemán. 
El consejo de la alcaldía de Duisburgo decidió contra estos planes - sin embargo sin encontrar una manera apropiada de financiación que debería y podría encontrar la aprobación por la instancia superior del "Bezirksregierung Düsseldorf", que controla los fondos de las ciudades del Lander. 

## Colecciones
El jardín botánico alberga unas 1,000 especies de plantas repartidas en las colecciones al aire libre (en zonas bioclimáticas) y en invernaderos. 
Entre los mayores atractivos del jardín se encuentran: 
- Un parque paisajista,
- Colección de Rhododendron,
- Fuchsias
- Prímulas,
- Plantas medicinales y aromáticas,
- Colección de helechos
- Estanque de los lirios de agua
- Invernaderos, con una superficie de 2.000 m² repartidos en invernadero tropical, subtroptical, y cálido seco con una colección de unos 800 cactus y suculentas, además de un acuario.